# Naaste
Naaste is een sociale term waarmee meestal personen worden aangeduid die dicht bij iemand staan. Hierbij kan bijvoorbeeld worden gedacht aan familie, vrienden en aangenomen/aangetrouwde familie, waar een goede band mee is.

## Bijbel
In de Bijbel geeft God in het Oude Testament het gebod "Heb uw naaste net zo lief als uzelf". In Het Nieuwe Testament spreekt Jezus, in antwoord op de vraag "wie is mijn naaste?", over de naaste als een persoon die op iemands weg wordt geplaatst. Dit hoeft dus niet per se een bekende van iemand te zijn. Jezus vertelt hierbij als voorbeeld de Gelijkenis van de Barmhartige Samaritaan. Het gaat er hierbij om op welke manier wordt omgegaan met de medemens.